# پنیر تبتی

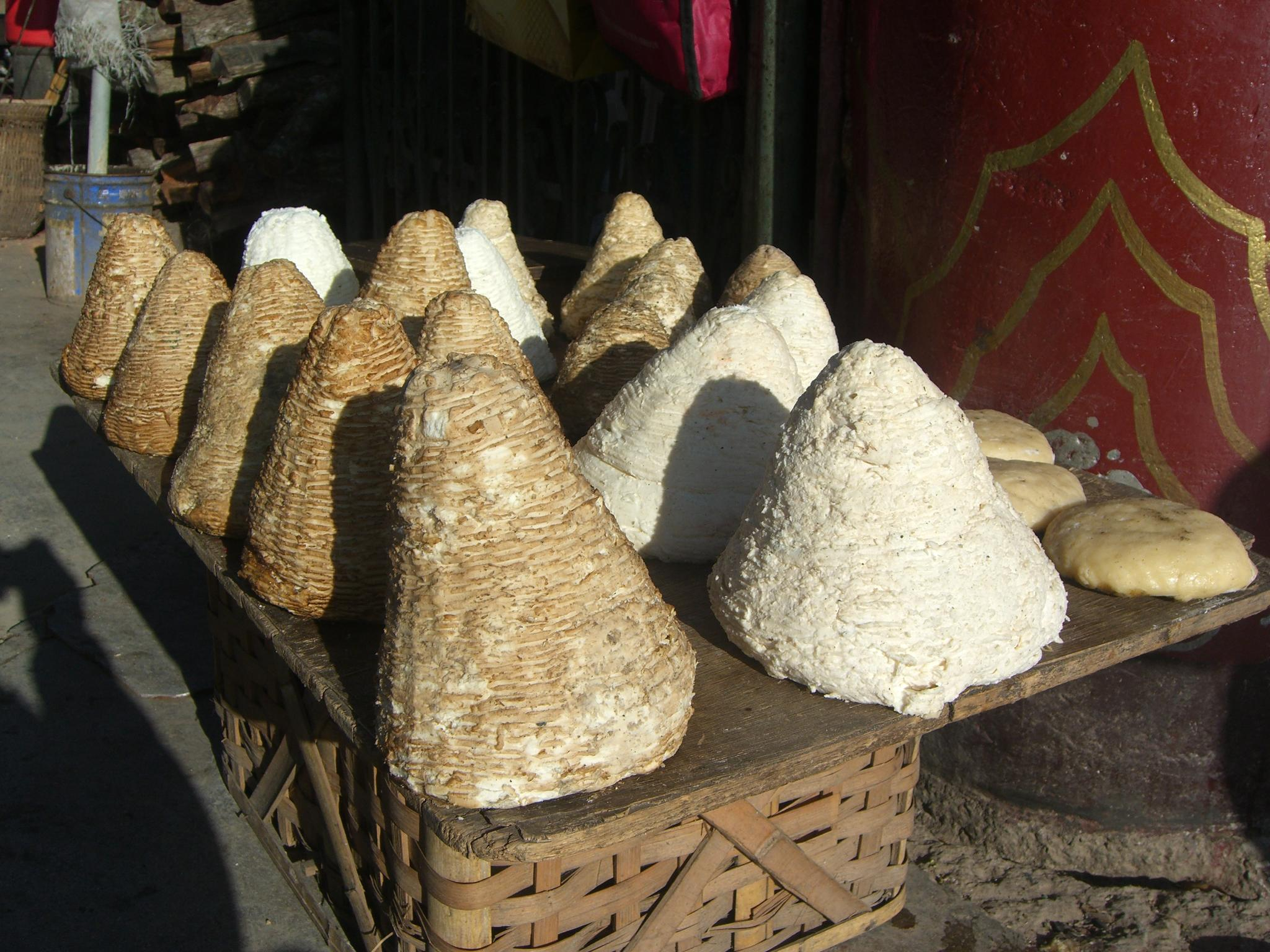
نمونه‌هایی از پنیر تبتی

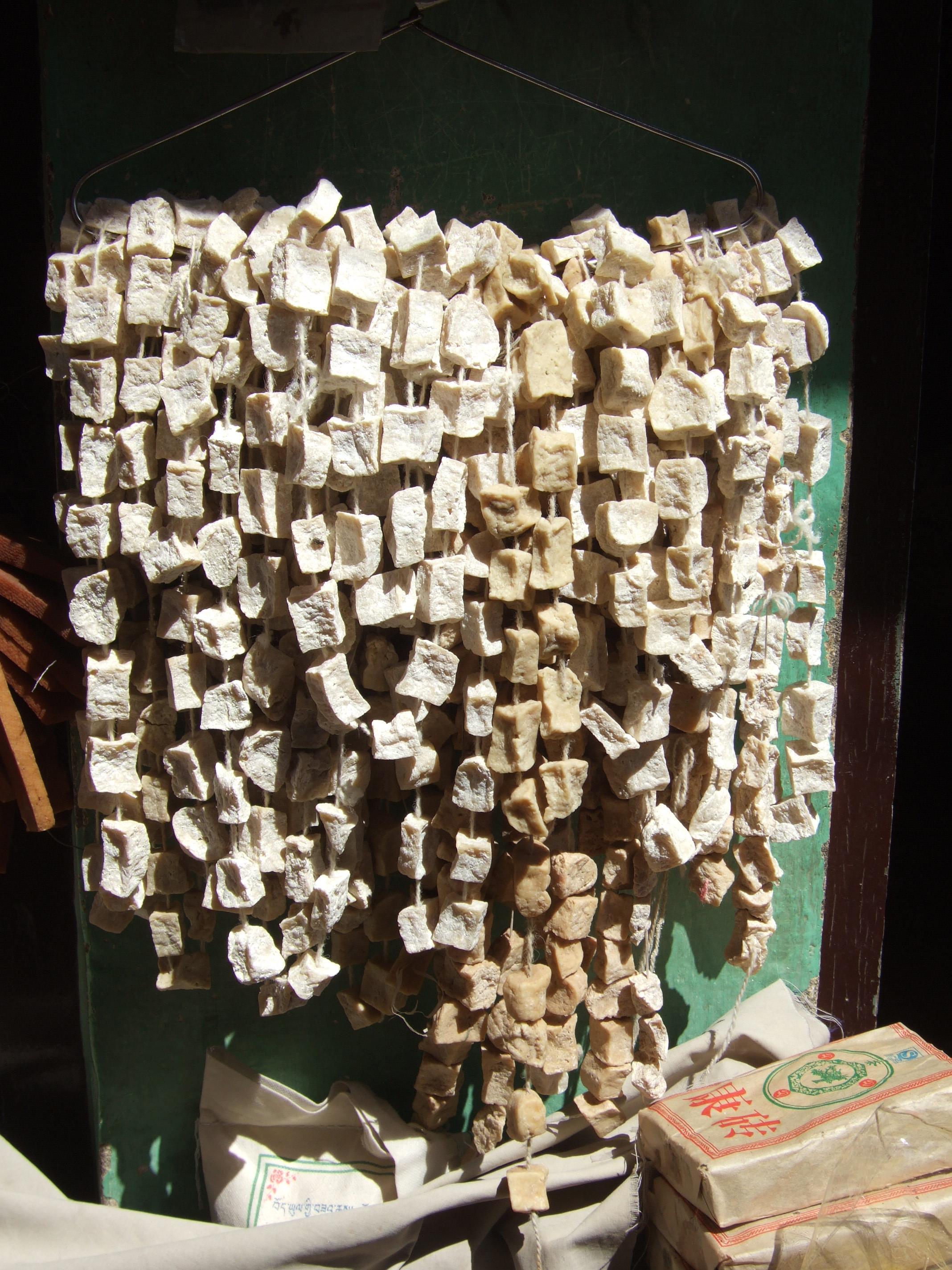
پنیر سخت تبتی.

پنیر تبتی یک غذای اصلی در غذاهای تبتی است. پنیرهای تبتی شامل پنیرهای نرم شبیه پنیر دلمه‌ای است که از دوغی به نام چورا لوئنپا (یا سر) تهیه می‌شود. پنیر سخت چورا کامپو نامیده می‌شود. پنیر فوق سخت که از ماست جامد تهیه می‌شود، چورپی نامیده می‌شود و در سیکیم و نپال نیز یافت می‌شود. نوع دیگری از پنیر به نام شوشا یا چورول با طعمی شبیه لیمبرگر از خامه و پوست شیر تهیه می‌شود.